# Leif Bergson
Carl Gösta Leif Bergson, född 15 december 1927 i Köping, död 11 maj 1999 i Uppsala, var en svensk klassisk filolog och professor vid universitet i Trier.

## Biografi
Bergson föddes i Köping och växte upp i Kolbäck. Han avlade studentexamen år 1946 i Västerås och disputerade vid Uppsala universitet år 1956. Han blev docent i grekiska språket och litteraturen vid Uppsala universitet och blev senare universitetslektor i Stockholm. Åren 1967/1968 var han gästprofessor vid universitetet i Lexington i Kentucky. År 1973 blev han professor i klassisk filologi vid universitetet i Trier i Tyskland.